# Сальская дача (Волгодонск)
Сальская дача (Панская дача) — искусственный лесной массив, расположенный к юго-востоку от Волгодонска. Заложен на площади 2867 гектаров в 1889 году П. А. Лукьяновым. В настоящее время в Сальской даче сохранены насаждения всех периодов её развития, созданные с применением различных агротехнических приёмов степного лесоразведения. В 1978 году объект рукотворной природы был отнесён к особо ценным лесным массивам. Сальская дача является частью Волгодонского участкового лесничества.

## Описание
В Сальской даче произрастают дубы, ясень, орех грецкий, сосна крымская, вяз перистоветвистый, акация белая; из кустарников: жимолость и акация жёлтая. Покров в лесу состоит из полыни, пырея, злаков. Средний возраст насаждений составляет 30 лет при высоте 13 м и диаметре стволов до 15 см. Сохранились насаждения дуба, представленные порослью первого поколения в возрасте 45 лет.

## История

### Возникновение
В начале 1880-х область Войска Донского стала испытывать острый недостаток леса и лесных материалов. Немногочисленные естественные лесные массивы располагались по долинам рек и на севере области. В это время осваивался слабозаселённый восток области. В 1882 году был основан новый Сальский округ с центром в станице Великокняжеская (ныне Пролетарск). Постепенное заселение полупустынного района вызвало большую потребность в акклиматизированных к местным условиям саженцев деревьев. 
В начале 1884 года заведующим Донским образцовым лесничеством Федором Тихановым и его братом Михаилом был подготовлен доклад об открытии новых лесных хозяйств на территории области. Поручение отобрать подходящие места для будущих лесничеств, было направлено Дмитрию Домашевскому, коллежскому секретарю лесного отделения областного Правления Войска Донского в Новочеркасске. По результатам совершенного объезда юга области Домашевский представил доклад с указанием перспективных мест для закладки лесных плантаций. В конце 1884 года в Войске Донском царским указом были утверждены четыре новых лесничества, включая Сальское, которое было официально открыто 16 сентября 1888 года. Под новую лесную плантацию на границе Цимлянского и Терновского станичных юртов было отведено порядка трёх тысяч гектаров земли, что делало лесной массив одним из крупнейших на Дону. Две трети земли передавалось в лесной фонд, одна треть использовалась в качестве пастбищ и сенокосов. 
Территория, которую предстояло облесить, представляла собой возвышенную волнистую равнину, пересеченную неглубокими балками. Первым лесничим был назначен Павел Андреевич Лукьянов, который до перевода на восток области, более 24 лет работал в Донском образцовом лесничестве. Помимо небольшого штата лесников, основной объем землеустроительных работ выполняли крестьяне-переселенцы.

### Развитие
К 1914 году Сальское лесничество приобрело второе обиходное название — «панский лес» или «панская дача», где под дачей понимался большой, искусственно созданный лесной массив. Хорошее знание местных климатических условий позволили Павлу Лукьянову создать в открытой степи устойчивые лесонасаждения. Он первым на юге России начал применять лиманное орошение (сохранение поверхностного стока) для выращивания леса в сухой степи. От сплошного облесения было решено отказаться, вместо этого произведены посадки по ложбинам, где имелся дополнительный доступ воды за счет перераспределения поверхностного стока. Для регулирования стока поверхностных вод в лесничестве была создана сеть земляных плотин высотой в 1-1,5 м, собирающих снеговую и дождевую влагу.
В первые годы Лукьянов занимался сплошной высадкой дубков. Дубы высаживались и в монокультурных рядах и в комбинации с кустарниками и деревьями. По мере накопления статистки по приживаемости и росту деревьев ботаники отказались от массивного лесоразведения. Выяснилось, что при сплошном лесоразведении (таким способом были высажены 400 гектаров леса) недостаток влаги и засоленность почвы не даёт возможности выращивать устойчивые и долговечные дубовые лесонасаждения. Со временем Лукьянов отказался от смешения дуба с различными древесными породами и кустарниками. К 1900 году удалось создать устойчивый лесной покров на полутора тысячах гектаров земли. 
В период гражданской войны все работы в лесничестве были прекращены, архивы, оказались частично утрачены. Лесные насаждения сильно пострадали от неконтролируемой рубки деревьев. Работы по составлению нового лесного кадастра и восстановлению лесных насаждений начались в 1928 году. Сальское лесничество было передано Черноморскому Агролесхозтрестому. В это период лесничие перешли к полосной высадке деревьев, ширина полос составляла от 10 до 25 метров. Помимо дуба культивировался ясень зеленый, клен ясенелистный, белая акация, гледичия, желтая акация, аморфа, клён татарский. 

### Послевоенное восстановление
Наибольший урон Сальское лесничество получило во время Великой Отечественной войны: были вырублены все зрелые насаждения дуба, уцелели всего несколько деревьев. Крайне активно рубили деревья и в первые годы после войны — древесина шла и на строительство, и на отопление. До 1952 годы дубы были высажены на 453 гектарах. До 1950 года Сальское лесничество располагало 250 гектарами естественного леса, 742 гектарами культурного леса, 153 гектарами пашни и 250 гектарами покосов. По породному составу на дубовые насаждения занимали 720 гектаров (в том числе 382 гектара среднего возраста) и посадки ясеня - 265 гектаров (в том числе 149 гектаров среднего возраста). С 1951 по 1956 годы было облесено около 1480 гектаров вырубок и заброшенных земель. В 1953 году на Сальскую дачу были привезены жёлуди из Киевской области.
В 2007 году из-за пожаров возникла реальная угроза уничтожения большей части лесного массива. 13 августа степной пожар перекинулся на древесные насаждения. Почти два месяца отсутствовали осадки. Пожар из низового перешёл в верховой, пламя охватило кроны деревьев.
Огонь затронул почти тысячу гектаров леса. Из них полностью выгорели около 100 гектаров. Остальные участки леса через несколько лет смогли восстановиться. До сих пор в массиве остались большие участки горельника, которые постепенно разрабатываются. Старые деревья остались в насаждениях, примыкающих к бывшему военному городку.